# Pelot d'Hennebont
Pistes de Suite gallaise
Ton simple - tamm kreiz - ton double
(4) Complainte de la blanche biche
(6)
Pelot d'Hennebont est une chanson de Tri Yann, enregistré sur leur disque Suite gallaise de 1974.
Cette chanson est une lettre d'un soldat breton originaire d'Hennebont dans le Morbihan, et parlant  Gallo. Il est enrôlé dans les armées du roi de France. Sa capacité à tuer tout ce qui bouge impressionne le roi Louis qui lui remet une médaille. Il ne sait pas ce que c'est " un biau ruban au bout d'argent" mais il se rend compte qu'elle lui confère un meilleur statut auprès des autres.
Elle a été reprise par Marc Robine, qui adapte les paroles pour faire de Pelot d’Hennebont un soldat républicain de la levée de masse de 1793.

## Origine
Cette chanson a été reprise par le groupe Tri Yann sur la base d'une chanson gallèse de Haute-Bretagne, Pelot de Betton, rapportée sans musique pour la première fois en 1877 puis en 1884 et datant de la fin du XVIIIe siècle. Betton est une ville au nord de Rennes, le groupe a choisi de relocaliser leur héros à Hennebont, en Basse-Bretagne.
La mélodie, composée par la musicologue Simone Morand dans les années 1930, est depuis passée dans la tradition orale. Elle est cadencée sur un rythme d'an-dro, danse plutôt répandue en Basse-Bretagne.

## Paroles
Ma chère maman je vous écris
Que nous sommes entrés dans Paris x2
Que je sommes déjà caporal,
Et serons bientôt général.
À la bataille je combattions
Les ennemis de la nation x2
Et tous ceux qui se présentiont
À grands coups de sabre j'les émondions.
Le roi Louis m'a z'appelé,
C'est « Sans Quartier » qu'il m'a nommé x2
Sire, « Sans Quartier », c'est point mon nom
J'lui dis « j'm'appelle Pelot d'Hennebont. »
Il a tiré un biau ruban
Et je n'sais quoi au bout d'argent x2
Il m'dit boute ça sur ton habit
Et combats toujours l'ennemi.
Faut qu'ce soye que'qu' chose de précieux
Pour que les autres m'appellent « Monsieur » x2
Et boutent lou main à lou chapiau
Quand ils veulent conter au Pelot.
Ma mère si j'meurs en combattant
J'vous enverrai ce biau ruban x2
Et vous l'bout'rez à vot' fusiau
En souvenir du gars Pelot.

Dites à mon père, à mon cousin
À mes amis que je vais bien. x2
Je suis leur humble serviteur
Pelot qui vous embrasse de cœur.